# Nothosmyrnium
Nothosmyrnium là chi thực vật có hoa trong họ Apiaceae.